# Zabłoto
Zabłoto [pronunciación en polaco: /zaˈbwɔtɔ/] (en alemán: Sablath) es un pueblo ubicado en el distrito administrativo de Gmina Kostomłoty, dentro del Distrito de Środa Śląska, Voivodato de Baja Silesia, en el sur de Polonia occidental.
Se encuentra aproximadamente a 10 kilómetros al sur de Środa Śląska, y a 31 kilómetros al oeste de la capital regional Wrocław.